# آرگیشتی‌‌خینیلی

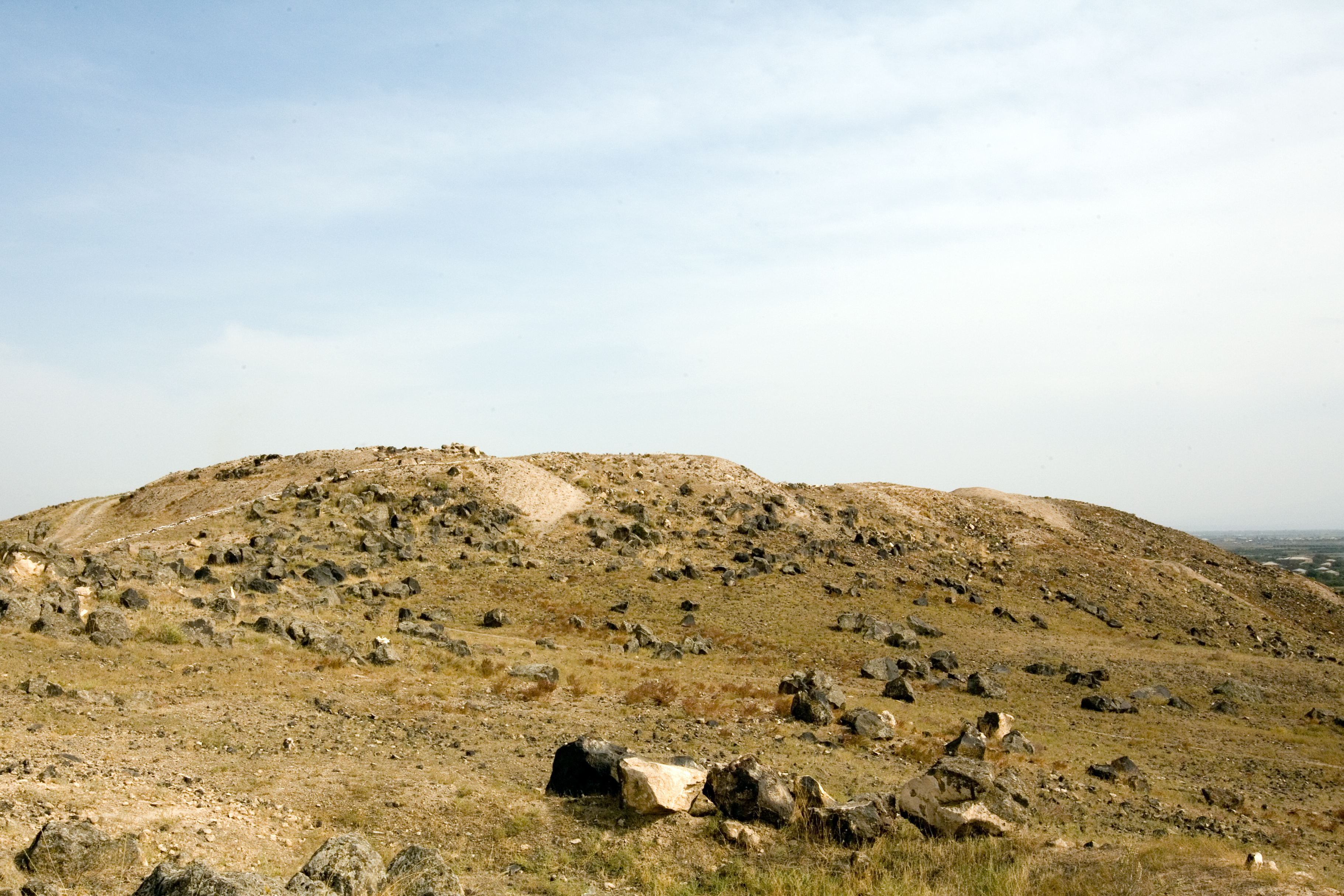
نمایی از تپهٔ بالای خرابه‌های آرگیشتی‌‌خینیلی

آرگیشتی‌‌خینیلی (اردو: ar-gi-iš-ti-ḫi-ni-li‎) شهری در پادشاهی باستانی اورارتو بود که در دورهٔ گسترش اورارتویی‌ها در قفقاز جنوبی تحت فرمانروایی شاه آرگیشتی یکم تأسیس شد و به‌نام او نام‌گذاری گردید. این شهر بین قرون ۸ و ۶ پیش از میلاد وجود داشت. بقایای دژهای آرگیشتی‌‌خینیلی ۱۵ کیلومتر (۹ مایل) جنوب‌غربی شهر کنونی آرماویر، ارمنستان و میان روستاهای نور-آرماویر و آرماویر در استان آرماویر در ارمنستان قرار دارد. این شهر در کنار کرانهٔ چپ رودخانهٔ میانهٔ ارس بنیان‌گذاری شده بود. در طول قرن‌ها، بستر رودخانه به چندین کیلومتر جنوب‌تر از شهر منتقل شده است.

## تاریخچهٔ مطالعات
تاریخ‌نگاری آرگیشتی‌‌خینیلی با تاریخ‌نگاری آرماویر باستان، یکی از پایتخت‌های ارمنستان، ارتباط نزدیکی دارد. موسی خورنی در کتاب تاریخ ارمنستان خود از تأسیس آرماویر توسط آرمایس، نوهٔ هایک، پیشوای افسانه‌ای ارمنی‌ها، سخن گفته است. آرماویر باستان، همان‌طور که حفاری‌های باستان‌شناسی در قرن بیستم نشان داد، از قرن چهارم پیش از میلاد بر روی خرابه‌های آرگیشتی‌‌خینیلی قرار گرفته است. در دههٔ ۱۸۳۰، مسافر سوئیسی، ماری-فردریک دوبوآ دو مون‌پرئو پیشنهاد کرد که تپه‌ای در نزدیکی روستای نور-آرماویر می‌تواند قلعهٔ باستانی آرماویر باشد. علاقه به این سایت با کشف الواح خط میخی در سال ۱۸۶۹ که متعلق به زمان آرگیشتی یکم و روسای سوم بودند، افزایش یافت. در سال ۱۸۸۰، حفاری‌هایی در تپهٔ آرماویر آغاز شد که توسط باستان‌شناسان امپراتوری روسیه قبل از کنگرهٔ پنجم باستان‌شناسی روسی در تفلیس انجام شد.
در سال ۱۸۹۶، آشورشناس روسی، میخائیل نیکولسکی حدس زد که زیر خرابه‌های آرماویر، یک شهر باستانی اورارتویی حتی قدیمی‌تر از آن وجود دارد. این موضوع توسط حفاری‌های بعدی تأیید شد.
به دلیل جنگ جهانی اول و نسل‌کشی ارمنی‌ها، تحقیقات سیستماتیک در آرماویر در سال ۱۹۲۷ آغاز شد و تحت رهبری نیکولاس مار قرار گرفت. بین سال‌های ۱۹۴۴ تا ۱۹۷۰، بوریس پیوتروفسکی، گیورگی ملیکیشویلی و ایگور میخایلوویچ دیاکونوف تحقیقات زیادی در آرگیشتی‌‌خینیلی انجام دادند. ترجمه‌های آن‌ها از متون اورارتویی نقش عمده‌ای در درک اورارتو به‌طور کلی و آرگیشتی‌‌خینیلی به‌طور خاص داشت. بین سال‌های ۱۹۶۲ و ۱۹۷۱، دو حفاری همزمان در تپه آرگیشتی‌‌خینیلی تحت نظارت مؤسسهٔ باستان‌شناسی ارمنستان انجام شد: یکی برای بررسی خرابه‌های آرگیشتی‌‌خینیلی باستان که توسط الکساندر مارتیروسیان هدایت می‌شد، و دیگری برای بررسی آرماویر باستان.

## بنیان‌گذاری
اسناد اورارتویی نشان می‌دهند که آرگیشتی‌‌خینیلی در سال ۷۷۶ پیش از میلاد بنا به فرمان آرگیشتی یکم در یازدهمین سال سلطنت او تأسیس شد. تأسیس این شهر پیش از خود با گسترش اورارتو در قفقاز جنوبی همراه بود که هدف آن کنترل دشت حاصلخیز دشت آرارات بود. از حدود ۷۸۶ پیش از میلاد، اولین سال سلطنت او، آرگیشتی یکم شروع به حملاتی به دشت آرارات، درهٔ آخوریان و دریاچهٔ سوان کرد. در ۷۸۲ پیش از میلاد، قلعهٔ اربونی را در محل ایروان کنونی به عنوان پایگاه عملیات نظامی بنیان نهاد.
گسترش به دشت آرارات به طور موقت با درگیری‌های کوچکی با امپراتوری آشور در مرزهای جنوب غربی اورارتو مختل شد. در دوران سلطنت آرگیشتی، اورارتو در اوج قدرت خود قرار داشت و قادر بود ارتش‌های همسایگان خود، از جمله آشوری‌ها را به راحتی شکست دهد. پس از چهار سال جنگ، آرگیشتی توانست دشت آرارات را اشغال کند و تا ۷۷۶ پیش از میلاد شهری در وسط دره بنا کند. به نظر می‌رسد که این اقدام بخشی از برنامهٔ بزرگ آرگیشتی برای ساختن قلعه‌هایی در هر گوشه از دشت آرارات بوده است.
بر اساس گفته‌های باستان‌شناسان، آرگیشتی‌‌خینیلی بیشتر به عنوان یک مرکز اداری طراحی شده بود تا پایگاه نظامی، زیرا از نظر نظامی موقعیت آن چندان مطلوب نبوده است. آرگیشتی سپس توانست منطقهٔ فلزکاری متسامور را تحت کنترل خود درآورد.
بر اساس سالنامه‌های آرگیشتی یکم، آرگیشتی‌‌خینیلی در سرزمین آزی (یا آزا) ساخته شد و واقعاً حفاری‌های باستان‌شناسی بقایای عصر برنز بین قرون سوم تا اول پیش از میلاد را نشان داده‌اند. هیچ سندی در مورد سفرهای جنگی اورارتو علیه آزی باقی نمانده است؛ فرض بر این است که پس از سال‌ها جنگ در دشت آرارات، ساکنان آزی ممکن است پیش از اشغال این شهر توسط اورارتو، آن را ترک کرده باشند.
| | |
| ترجمه: آرگیشتی پسر منوآ می‌گوید: من قلعه‌ای باشکوه ساختم و نام آن را از خودم گرفتم، آرگیشتی‌‌خینیلی. این زمین بیابان بود: هیچ چیزی در آن ساخته نشده بود. از رودخانه‌ها چهار کانال ساختم؛ تاکستان‌ها و باغ‌ها تقسیم شدند. من آنجا کارها را به انجام رساندم...آرگیشتی، پسر منوآ، پادشاه قدرتمند، پادشاه بزرگ، پادشاه بیانیلی، فرمانروای توشپا. | ترجمه: از بزرگواری خدای خالدی، آرگیشتی، پسر منوآ، این کانال را ساخت. این زمین غیرمسکون بود، کسی در اینجا پیدا نمی‌شد. به لطف خدای خالدی، آرگیشتی این کانال را ساخت. آرگیشتی، پسر منوآ، پادشاه قدرتمند، پادشاه بزرگ، پادشاه بیانیلی، فرمانروای توشپا. |

## طرح شهر

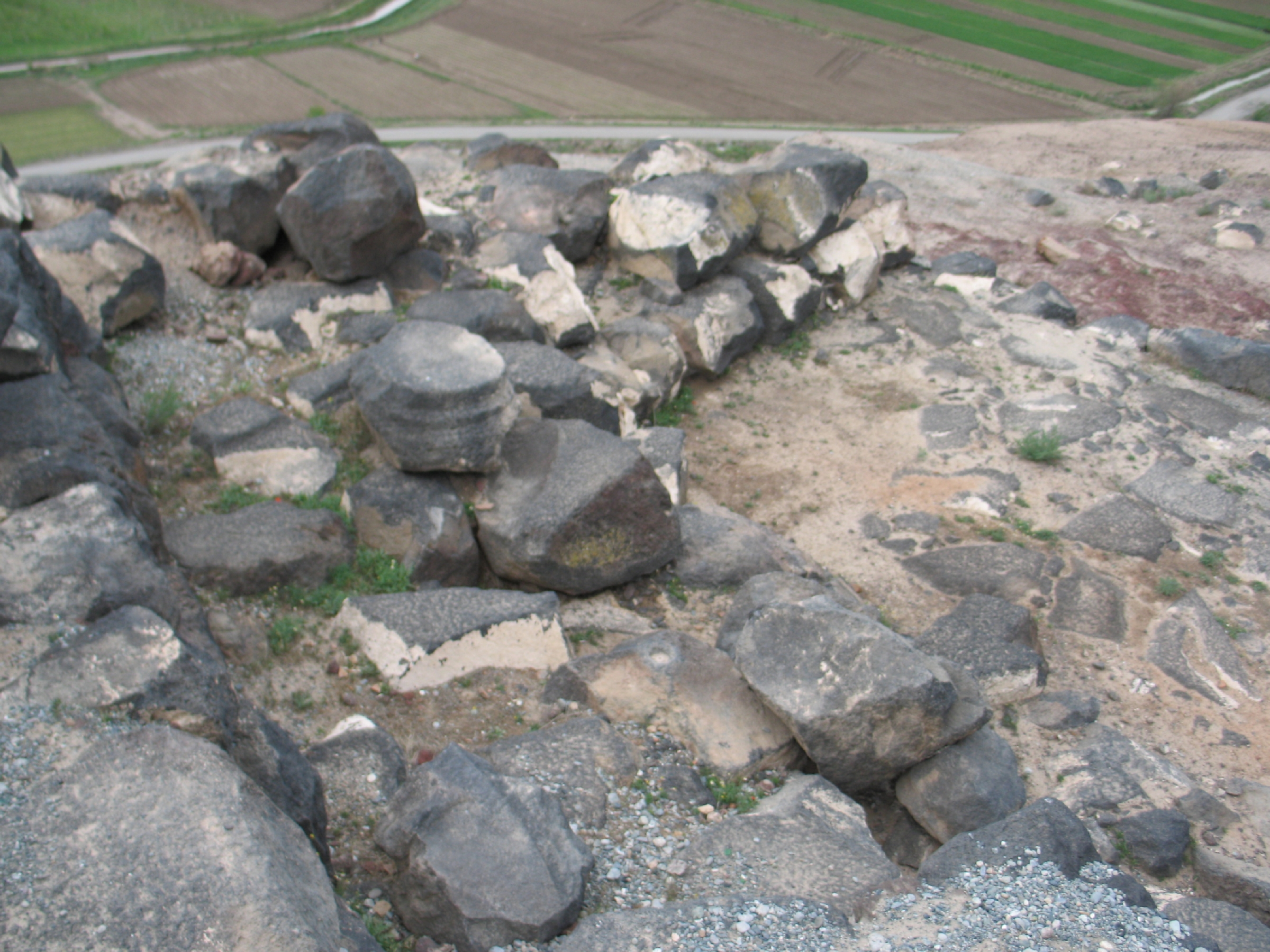
ویرانه‌ها در بالای تپه

شهر آرگیشتی‌‌خینیلی فضایی مستطیلی و کشیده به ابعاد تقریبی ۵ در ۲ کیلومتر (۳٫۱ در ۱٫۲ مایل) را اشغال کرده بود. این شهر بین حومهٔ غربی نور آرمویر و قسمت مرکزی روستای آرمویر قرار داشت. در امتداد دو طرف شرقی و غربی مستطیل، استحکامات قدرتمندی از سنگ ساخته شده بود. لبهٔ غربی شهر بر روی یک بلندی طویل قرار داشت، در حالی که قسمت شرقی آن روی یک برآمدگی بازالتی واقع شده بود. در امتداد طرفین بلندتر مستطیل، کانال‌های آبیاری که به دستور آرگیشتی یکم ساخته شده بودند، قرار داشتند. ساختمان‌های مختلفی در سراسر تپه‌های محلی که در منطقهٔ اقتصادی آرگیشتی‌‌خینیلی واقع شده بود، پیدا شده است که مساحت کل آن حدود ۱٬۰۰۰ هکتار (۲٬۵۰۰ جریب فرنگی) است. طول کل کانال‌های آبیاری کمتر از ۴۰ کیلومتر (۲۵ مایل) نبوده است. آرگیشتی‌‌خینیلی ممکن است بزرگترین شهر اورارتویی در ارمنستان بوده باشد.
ساختمان‌های آرگیشتی‌‌خینیلی شامل کاخ‌ها، معابد و مسکن‌ها بودند که بدون تغییرات زیاد تا دورهٔ پس از اورارتویی ادامه یافتند.
شبکهٔ کانال‌های آبیاری آرگیشتی یکم که بین ارس و شاخهٔ فرعی آن، کاساخ، ساخته شد، همزمان با شهر ساخته شده است. چندین کانال هنوز هم قابل مشاهده هستند. ساخت این کانال‌ها نیاز به حفاری حدود ۱۶۰٬۰۰۰ متر مکعب (۵٬۷۰۰٬۰۰۰ فوت مکعب) زمین داشت، در حالی که ساخت استحکامات بیش از ۴۰٬۰۰۰ متر مکعب (۱٬۴۰۰٬۰۰۰ فوت مکعب) بازالت نیاز داشت. باستان‌شناسان بر این باورند که از کارگران زندانی به عنوان نیروی کار اجباری برای ساخت هر دو، کانال‌ها و استحکامات استفاده شده بود.
|  | شماره‌ها: ۱. استحکام غربی (بر روی تپه‌ای نزدیک نور-آرمویر) ۲. استحکام شرقی (بر روی تپه‌ای در کنار آرمویر) ۳. شهر درونی ۴. شهر بیرونی ۵. حدود تقریبی زمین‌های کشاورزی آرگیشتی‌‌خینیلی ۶. کانال‌های آبیاری ۷. مرزهای آرمویر قدیم که حدود ۲۰۰ سال پس از سقوط آرگیشتی‌‌خینیلی بر خرابه‌های آن ساخته شد. |

این شهر به نظر می‌رسد که بیشتر به خاطر کنترل اداری و اقتصادی خود بر دشت آرارات اهمیت داشت. در واقع، این شهر پایتخت اداری و فرهنگی شمالی اورارتو بود. مدیران آرگیشتی‌‌خینیلی ساخت کانال‌های آبیاری را نظارت می‌کردند و توزیع کالاهای اقتصادی در منطقه را تنظیم می‌کردند. درون استحکامات، انبارهای بزرگی برای نگهداری شراب و غلات، و همچنین خانه‌هایی برای کارکنان دولتی و نظامی یافت شده است.
پس از آرگیشتی یکم، پسرش ساردوری دوم نیز در آرگیشتی‌‌خینیلی فعال بود و مکان‌های پرستش ساخت و استحکامات را به شدت گسترش داد.

### استحکامات
برخلاف بسیاری از دیگر شهرهای اورارتویی، آرگیشتی‌‌خینیلی در ارتفاعات واقع نشده بود و بنابراین ارزش نظامی آن کم بود. تپه‌های صاف و پست که شهر بر روی آن ساخته شده بود، امکان ساخت استحکامات عظیمی مانند توشپا، اربونی، توپراق‌قلعه یا تیشبانی را نمی‌دادند. با این حال، برای محافظت از خود در برابر حملات غیرمنظم، دیوارهایی به سبک کلاسیک اورارتویی در امتداد تپه‌هایی که اطراف آن را احاطه کرده بودند، ساخته شدند. این دیوارها از آجر خشتی بر روی بنیان‌هایی از بلوک‌های بازالتی عظیم ساخته شده بودند. نمای دیوارها با برآمدگی‌هایی تقسیم شده بود و در هر گوشهٔ استحکام، یک برج عظیم قرار داشت.
|  |  |  |  |  |

استحکامات غربی که به‌طور بهتری کاوش شده‌اند، در بزرگ‌ترین ارتفاع از پنج ارتفاع تشکیل‌دهندهٔ تپه‌های داوود قرار دارند. ورودی این استحکام از سمت شمال و از طریق یک شیب خاکی فشرده بود. استحکام شامل سه واحد بود که هر کدام از اتاق‌های کوچک پراکنده در اطراف یک حیاط مرکزی تشکیل شده بودند. حرکت بین واحدها به وضوح تنظیم شده بود، زیرا مسیرهای باریکی که آنها را به هم متصل می‌کردند، در حالی که داخل هر واحد، حرکت آزاد بود.

### کشاورزی
در زمین‌های حاصلخیز دشت آرارات، گندم و سایر غلات کشت می‌شدند. تاکستان‌ها و کارخانه‌های شراب‌سازی یک حرفهٔ مهم بودند. باستان‌شناسان تخمین می‌زنند که انبارهای غلات در آرگیشتی‌‌خینیلی می‌توانستند حداقل ۵۰۰۰ تن محصولات را ذخیره کنند، در حالی که کشت غلات که توسط دولت حمایت می‌شد، تقریباً ۵٬۰۰۰ هکتار (۱۲٬۰۰۰ جریب فرنگی) از اراضی را به خود اختصاص داده بود. انبارهای شراب شهر می‌توانستند حدود ۱۶۰٬۰۰۰ لیتر (۴۲٬۰۰۰ گالون آمریکایی) مایع را نگهداری کنند که نشان‌دهندهٔ استفاده از حدود ۱٬۲۵۰ هکتار (۳٬۱۰۰ جریب فرنگی) تاکستان‌ها بود. علاوه بر این، بسیاری از شهروندان مالک قطعات زمین خود بودند. همچنین بقایای حیوانات خانگی، مانند مرغ‌ها و خوک‌ها نیز باقی مانده است.

### صنایع دستی
در آرگیشتی‌‌خینیلی تولیدات زیادی از سنگ و گِل پیدا شده است که عمدتاً برای استفادهٔ کشاورزی ساخته شده بودند. اجاق‌های عمومی و خاص از سنگ ساخته شده بودند، همان‌طور که آسیاب‌های گندم از انواع مختلف نیز به همین صورت بودند. کوزه‌های گلی (կարաս) برای نگهداری محصولات مختلفی مانند آرد و شراب استفاده می‌شدند که به‌طور منظم با کشورهای همسایه تجارت می‌شد. نگهداری شراب نیازمند کوزه‌های بزرگی بود که به‌طور جزئی در زمین دفن می‌شدند.
فلزکاری در آرگیشتی‌‌خینیلی به شدت توسعه یافته بود. آثار زیادی از آهن و برنز کشف شده است - ابزارهای کشاورزی، سلاح‌ها، زره، جواهرات و غیره. باستان‌شناسان همچنین قالب‌های سنگی و سفالی برای ریخته‌گری فلزات کشف کرده‌اند.
| |  |  |
| بالا: آسیاب‌های سنگی برای آسیاب کردن گندم به آرد. در سمت چپ یک ابزار دستی، و در سمت راست نسخه صنعتی آن است. چپ: یک کاراس، یا کوزهٔ گلی، که در یک غار تاک در آرگیشتی‌‌خینیلی پیدا شده است. کاراس‌ها تا حدود ۸۰٪ ارتفاع خود در زمین دفن می‌شدند؛ بخش‌های دفن‌شده کوزه‌ها بهتر از گردن‌های نمایان آن‌ها باقی مانده‌اند. در چنین کاراس‌هایی حدود ۱۶۰٬۰۰۰ لیتر شراب در آرگیشتی‌‌خینیلی ذخیره شده بود. |  |  |

ظروف کشاورزی در انواع و اندازه‌های مختلفی ظاهر می‌شوند، با تنه‌های متورم یا کشیده، و با الگوهای طراحی مانند ارابه‌ها.
ظروف آبجو با گردن کوتاه و تنهٔ کشیده، بخورهای گلی، دیگ‌های پنیرسازی، و کوزه‌هایی با اشکال مختلف نیز پیدا شده‌اند. این کوزه‌ها با نماهای خانه، الگوهای هندسی، یا چین‌های برگ‌شکل تزئین شده‌اند.
موارد دیگر شامل لامپ‌ها، فنجان‌ها، شیشه‌ها، آمفورها، و کاراس‌های پزشکی با درپوش هستند. ظروف آیینی (مذهبی) در آرگیشتی‌‌خینیلی پیدا شده است که با مثلث‌ها، خطوط زیگزاگ، یا تصاویری از سر پرنده یا اژدها تزئین شده‌اند.

## وضعیت کنونی
پس از تکمیل حفاری‌ها تحت رهبری آ.آ. مارتروسیان در دههٔ ۱۹۷۰، آرگیشتی‌‌خینیلی حفظ و حفاظت شد و بیشتر حفاری‌های عمده با خاک پوشانده شدند. برخی از استحکامات و پی‌ها تقویت و تمیز سطحی شدند. در تپهٔ آرگیشتی‌‌خینیلی، یک سنگ یادبود همراه با نقشه‌ای از شهر در دوران شکوفایی آن نصب گردید. بیشتر آثار یافت‌شده در آرگیشتی‌‌خینیلی به موزهٔ مردم‌شناسی سارداراباد ارمنستان منتقل شدند.
|  |                                                                           |  |
|  | چپ: سنگ یادبود آرگیشتی یکم. بالا: نقشهٔ آرگیشتی‌‌خینیلی در دوران شکوفایی آن. |  |